# Ehrenname (Militär)
Ehrennamen sind Namen für militärische Einrichtungen, Organisationen oder Verbände, die zur Motivation der Truppe und zur Wahrung der Tradition einer Einheit dienen. Meist erinnern sie an historische Begebenheiten oder Personen. Traditionsnamen sind Namen, die zum Namenschatz eines Staates oder einer Organisation gehören, die über lange Zeit Verwendung finden. Fliegende Verbände, die zusätzlich zu ihrer militärischen Bezeichnung einen Ehrennamen tragen, werden auch als Traditionsgeschwader bezeichnet.

## Ehrennamen von Militärverbänden
Vor allem zur Motivation der Truppe und zur Wahrung der Tradition erhalten militärische Verbände zuweilen Ehrennamen, die an historische Begebenheiten oder Personen erinnern.

### Deutschland
Nach dem Tod des Jagdfliegers Manfred von Richthofen am 21. April 1918 erhielt das Jagdgeschwader Nr. 1 im Ersten Weltkrieg am 14. Mai 1918 die Bezeichnung Jagdgeschwader Freiherr v. Richthofen Nr. 1 und bildet dabei den Ursprung der späteren Luftwaffen-Traditionsgeschwader.

#### Heer der Wehrmacht und Waffen-SS
In der Wehrmacht gab es nur wenige Einheiten, die solche Ehren- oder Traditionsnamen führten, z. B. das Infanterie-Regiment 199 – Regiment List, welches nach dem Kommandeur des Regiments benannt war, in dem Adolf Hitler während des Ersten Weltkriegs diente. Andere Namen waren Großdeutschland (Division und Panzerkorps) oder Feldherrnhalle im Heer.
In der Waffen-SS bezogen sich die Ehrennamen entweder auf tote NS-Führer.
Z. B:
- Horst Wessel,
- Reinhard Heydrich,
- Theodor Eicke,
- Kurt Eggers

oder auf Persönlichkeiten der deutschen Geschichte:
- Frundsberg
- Götz von Berlichingen
- Michael Gaismair
- Prinz Eugen.

Die Ehrennamen für „fremdvölkische“ Einheiten der Waffen-SS bezogen sich meist auf regionale Symbole, z. B:
- Skanderbeg (ein albanischer Fürst)
- Kama (eine kroatische Waffe),
- Handschar (ein türkischer Krummsäbel),
- Nederland oder
- Langemarck, siehe Mythos von Langemarck

#### Luftwaffe der Wehrmacht
Ehrennamen der Luftwaffe waren Hermann Göring, Mölders oder Immelmann.
Die Traditionsgeschwader der Luftwaffe waren:
| Geschwadername vor der Vergabe                                               | Bezeichnung als Traditionsgeschwader | Namensgeber            |
| ---------------------------------------------------------------------------- | --- | ---------------------- |
| Jagdgeschwader 1                                                             | ab 11. Mai 1944 Jagdgeschwader 1 „Oesau“ | Walter Oesau           |
| Fliegergeschwader Döberitz                                                   | ab 14. März 1935: Jagdgeschwader Richthofen, später: Jagdgeschwader 132 Richthofen und Jagdgeschwader 131 Richthofen und ab 1. Mai 1939 Jagdgeschwader 2 Richthofen | Manfred von Richthofen |
| Jagdgeschwader 3                                                             | ab Anfang 1942 Jagdgeschwader 3 „Udet“ | Ernst Udet             |
| Jagdgeschwader 132                                                           | ab 11. Dezember 1938 Jagdgeschwader 132 Schlageter, ab 1. Mai 1939 Jagdgeschwader 26 Schlageter | Albert Leo Schlageter  |
| Jagdgeschwader 51                                                            | ab 1941/42 Jagdgeschwader 51 Mölders | Werner Mölders         |
| Am 20. April 1935 als „Wehrgabe der SA“ neu aufgestelltes Jagdgeschwader 134 | ab 24. März 1936 Jagdgeschwader 134 Horst Wessel, später Zerstörergeschwader 142 Horst Wessel, ab 1. Mai 1939 Zerstörergeschwader 26 Horst Wessel und ab 13. Oktober 1944 Aufteilung in Jagdgeschwader 6 Horst Wessel und Zerstörergeschwader 26 (bestehend nur noch aus der IV. Gruppe) | Horst Wessel           |
| Kampfgeschwader 152                                                          | ab 20. April 1936 Kampfgeschwader 152 Hindenburg, ab 1. Mai 1939 Kampfgeschwader 1 Hindenburg | Paul von Hindenburg    |
| Kampfgeschwader 253                                                          | ab 6. Juni 1936 Kampfgeschwader 253 General Wever und ab 1. Mai 1939 Kampfgeschwader 4 General Wever | Walther Wever          |
| Fliegergeschwader Faßberg                                                    | ab 3. April 1935 Fliegergeschwader Boelcke, später Kampfgeschwader 154 Boelcke, Kampfgeschwader 157 Boelcke, ab 1. Mai 1939 Kampfgeschwader 27 Boelcke und ab 13. November 1944 Kampfgeschwader (J) 27 Boelcke                                                                           | Oswald Boelcke         |
| Kampfgeschwader 53                                                           | ab 1939/40 Kampfgeschwader 53 Legion Condor | Legion Condor          |
| Fliegergeschwader Schwerin                                                   | ab 3. April 1935 Fliegergeschwader Immelmann, später Sturzkampfgeschwader 162 Immelmann, ab 1. Mai 1939 Sturzkampfgeschwader 2 Immelmann und ab 18. Oktober 1943 Schlachtgeschwader 2 Immelmann                                                                                          | Max Immelmann          |

→ siehe Ärmelstreifen

#### Kriegsmarine
In der Kriegsmarine war es schon immer üblich, Schiffe nach wichtigen Persönlichkeiten zu benennen, um so deren Taten anzuerkennen, z. B.
- Admiral Graf Spee
- Admiral Hipper
- Admiral Scheer

#### Nationale Volksarmee

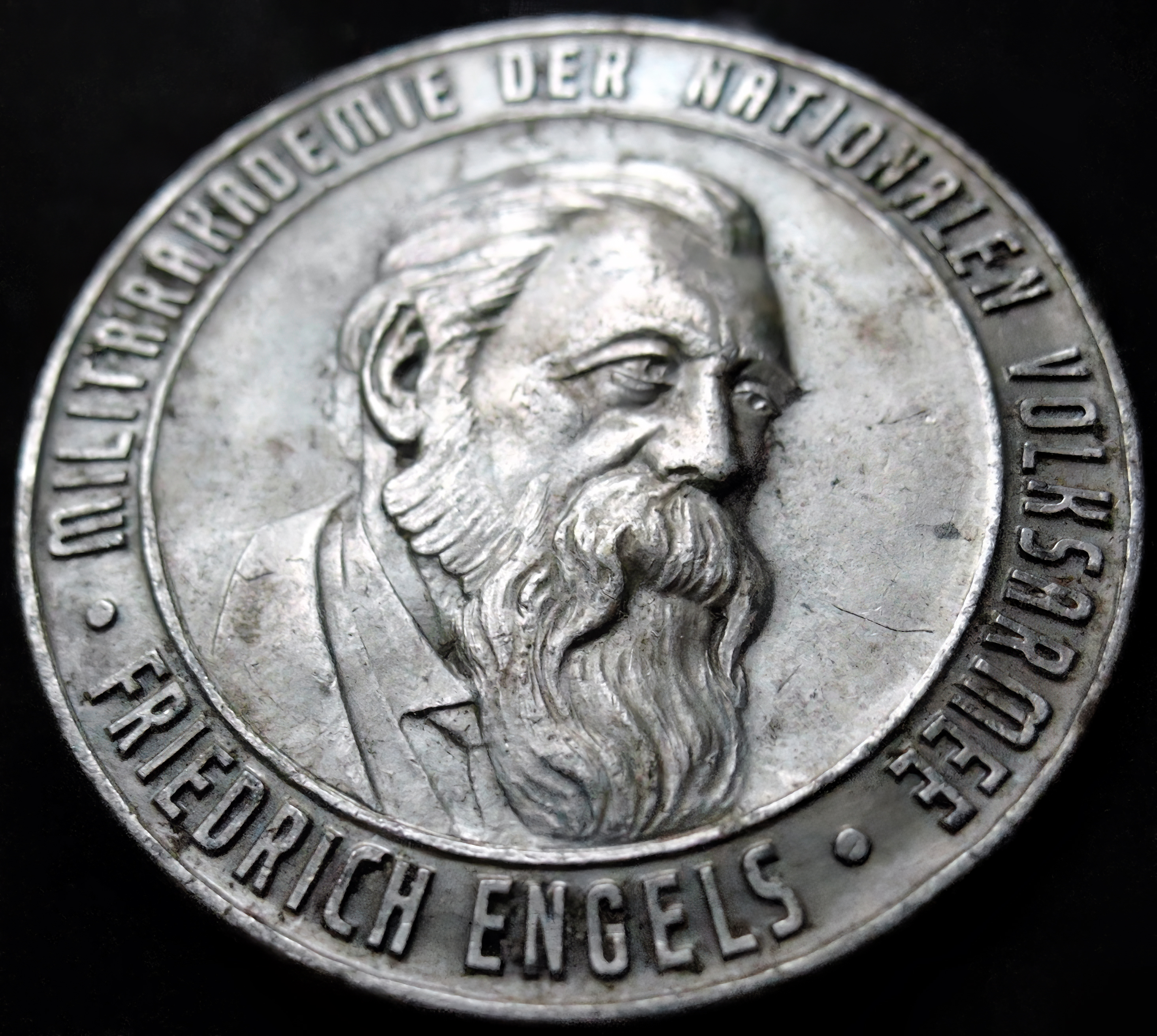
Die Militärakademie in Dresden erhielt bei der Gründung den Ehrennamen „Friedrich Engels“

In der Nationalen Volksarmee der DDR wurde mit Ehren- und Traditionsnamen historischer Persönlichkeiten gedacht. So trug in der DDR das Wachregiment 1 den Namen Friedrich Engels. Dieses war für repräsentative Aufgaben, so z. B. die Ehrenwache am Mahnmal Unter den Linden und die Stellung von Ehrenformationen, zuständig. Folgende Geschwader der Luftstreitkräfte und Armeefliegerkräfte trugen Ehrennamen:
- Jagdfliegergeschwader 1 „Fritz Schmenkel“
- Jagdfliegergeschwader 2 „Juri Gagarin“
- Jagdfliegergeschwader 3 „Wladimir Komarow“
- Jagdfliegergeschwader 7 „Wilhelm Pieck“
- Jagdfliegergeschwader 8 „Hermann Matern“
- Jagdfliegergeschwader 9 „Heinrich Rau“
- Fliegerausbildungsgeschwader 15 „Heinz Kapelle“
- Marinehubschraubergeschwader 18 „Kurt Barthel“
- Fliegerausbildungsgeschwader 25 „Leander Ratz“
- Marinefliegergeschwader 28 „Paul Wieczorek“
- Transporthubschraubergeschwader 34 „Werner Seelenbinder“
- Hubschrauberausbildungsgeschwader 35 „Lambert Horn“
- Jagdbombenfliegergeschwader 37 „Klement Gottwald“
- Transportfliegergeschwader 44 „Arthur Pieck“
- Jagdbombenfliegergeschwader 77 „Gebhard Leberecht von Blücher“
- Kampfhubschraubergeschwader 3 „Ferdinand von Schill“
- Kampfhubschraubergeschwader 5 „Adolf von Lützow“

#### Bundeswehr
Die deutsche Bundeswehr vergibt Namen von Persönlichkeiten an Kasernen, Verbände der Luftwaffe sowie fliegende Verbände der Marine. In der Bundeswehr wurden im April 1961 durch Josef Kammhuber, den damaligen Generalinspekteur der Luftwaffe, erstmals Namen von aus dem Ersten Weltkrieg bekannten Jagdfliegern an einzelne Geschwader verliehen. Benannt wurden:
- Taktisches Luftwaffengeschwader 31 „Boelcke“
- Taktisches Luftwaffengeschwader 71 „Richthofen“
- Taktisches Luftwaffengeschwader 51 „Immelmann“

Damit sollten die Soldaten auf Vorbilder für zeitlose Soldatentugenden hingewiesen werden, die eine innere Ethik, ein moralisches Streben und ein sittliches Empfinden für die Notwendigkeit der Verteidigungsbereitschaft ... in der schweren Zeit des Ersten Weltkrieges vorgelebt und die für diese sittlichen Ideale gestorben waren.
Verteidigungsminister Hans Apel setzte 1982 Richtlinien für das Traditionsverständnis und die Traditionspflege in der Bundeswehr in Kraft. Mit diesem Traditionserlass wurden die Werte und Normen des Grundgesetzes und der der Bundeswehr übertragene Auftrag als verbindlich für ihre Traditionspflege geregelt, die soldatische Pflichterfüllung und militärische Tüchtigkeit sollten nicht von den politischen Zielen, denen sie dienen, getrennt werden. Als traditionsstiftend für die Luftwaffe kommen seitdem nur Namen und Ereignisse in Frage, die dem militärischen Widerstand gegen den Nationalsozialismus oder aus der eigenen Geschichte und Tradition der Bundeswehr bekannt wurden. Damit soll für die Bundeswehr Überlieferungswürdiges aus der Geschichte bewusst ausgewählt werden und die wesentliche Grundlage für das staatsbürgerliche und militärische Handeln der Soldaten bilden. Leitlinien und ein Verhaltenskodex im Leitbild des Teams Luftwaffe fordern von den Soldaten der Luftwaffe, im Wissen über und im Bewußtsein der Zeitgeschichte zu handeln, verwenden den Begriff Tradition selbst jedoch nicht.
Der Beschluss des deutschen Parlamentes, Mitglieder der Legion Condor nicht länger als Leitbilder für deutsche Soldaten zu empfehlen, führten dazu dem
- Jagdgeschwader 74 „Mölders“ (von 1973 bis 2005)

verliehenen Namen im Jahre 2005 wieder zu streichen.
Über die vier genannten Traditionsverbände hinaus führen auch folgende Verbände ihnen verliehene Namen:
- Marinefliegergeschwader 3 „Graf Zeppelin“ (seit 1967 nach dem Luftschiffpionier)
- Taktisches Luftwaffengeschwader 73 „Steinhoff“ (seit 1997 nach dem ehemaligen Inspekteur der Luftwaffe)

Folgende weitere (Groß-)Verbände des Heeres und der Luftwaffe tragen einen Beinamen (häufig mit regionalem Bezug):
- Panzerbrigade 21 „Lipperland“
- Panzergrenadierbrigade 41 „Vorpommern“
- Transporthubschrauberregiment 10 „Lüneburger Heide“
- Aufklärungsbataillon 6 „Holstein“
- Gebirgsjägerbrigade 23 „Bayern“

Ehemalige (Groß-)Verbände des Heeres und der Luftwaffe mit Beinamen:
- mittleres Transporthubschrauberregiment 15 „Münsterland“
- mittleres Transporthubschrauberregiment 25 „Oberschwaben“
- Heeresfliegerregiment 6 „Hungriger Wolf“

### Österreich
Im österreichischen Bundesheer wurden mit Stand Jänner 2020 insgesamt acht Traditionsnamen verliehen, darunter:
- Jägerbataillon Wien 1  – Hoch- und Deutschmeister
- Jägerbataillon Wien 2  – Maria Theresia
- Jägerbataillon Steiermark –  Erzherzog Johann
- Jägerbataillon Salzburg  –  Erzherzog Rainer
- ABC-Abwehrzentrum – Lise Meitner (2007)[8]
- Rossauer Kaserne – Bernardis-Schmid (2020)[8]
- Stiftskaserne – General Spannocchi (2020)[8]

### Andere
Bei den sowjetischen Streitkräften wurden Einheiten oft nach Schlachten, in denen sie sich bewährt hatten, benannt, z. B. Riga-Berliner Schützendivision. Verschiedene Verbände wurden mit dem Namensvorsatz „Garde-“ (siehe Sowjetische Garde) oder „Rotbanner-“ ausgezeichnet.
Die Internationalen Brigaden des Spanischen Bürgerkriegs benannten sich nach Freiheitskämpfern ihrer Herkunftsländer, z. B. Abraham Lincoln, Garibaldi oder Jarosław Dąbrowski.